# Новоивановка (Хмельницкая область)
Новоивановка (укр. Новоіванівка) — село в Теофипольском районе Хмельницкой области Украины.
Население по переписи 2001 года составляло 160 человек. Почтовый индекс — 30640. Телефонный код — 3844. Занимает площадь 0,916 км². Код КОАТУУ — 6824782003.

## История
В 1946 г. указом ПВС УССР село Яновка переименовано в Новоивановку.

## Местный совет
30637, Хмельницкая обл., Теофипольский р-н, с. Гальчинцы, ул. Советская